# Gustaf Fröding i sjuksängen
Gustaf Fröding eller Gustaf Fröding i sjuksängen är en temperamålning av Richard Bergh. Den målades 1909 och ingår i Bonniers porträttsamling på Nedre Manilla i  Stockholm. 
Diktaren Gustaf Fröding sitter med korslagda ben och armar och profetisk blick i sjuksängen på Upsala hospital. År 1904 blev Bergh tillfrågad av Frödings äldre syster Cecilia om han kunde porträttera brodern. Han besökte Fröding vid flera tillfällen, men använde också som förlaga fotografier från 1903 som uppsyningsmannen Johan Morén tagit på sjukhuset för Herman Lundborgs räkning. Efter Frödings död, omkring 1916, bearbetade Henry B. Goodwin Moréns negativ på uppdrag av överläkare Frey Svenson som behövde dem för en bok.
Bergh arbetade långsamt och först fem år efter Cecilias beställning var målningen klar. I Svenskt biografiskt lexikon uttrycks att Bergh ”här ställt sig den vanskliga uppgiften att skildra en stor man i brustet sinnestillstånd men gjort det med en medkänsla och sublim kraft, varigenom han höjt honom, över de vardagliga ödena och i honom skapat en bild av olyckans och undergångens storhet”. Nationalmuseum, Prins Eugens Waldemarsudde och Thielska galleriet äger några av Berghs skisser och studier. Baserat på Berghs målning tryckte Gustaf Fjæstad porträttet som träsnitt; ett av dessa ingår i Nationalmuseums samlingar.

## Bildgalleri

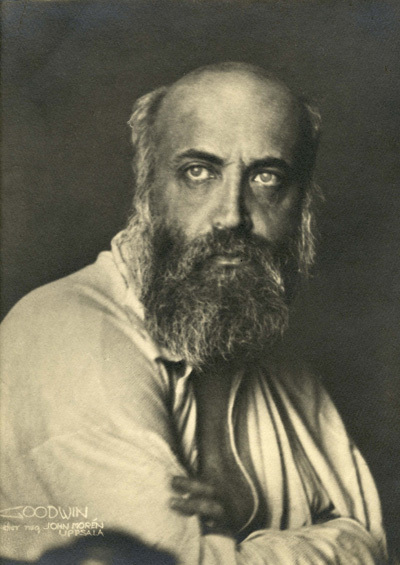
Fotografi av Johan Morén från 1903 som omkring 1916 bearbetats av Henry B. Goodwin.
Berghs Gustav Fröding, poet. Tempera på duk. 55,5 x 46 cm. Nationalmuseum.
Berghs Studie till Frödings knä. Olja på duk, odaterad, 26 x 34 cm. Thielska galleriet.
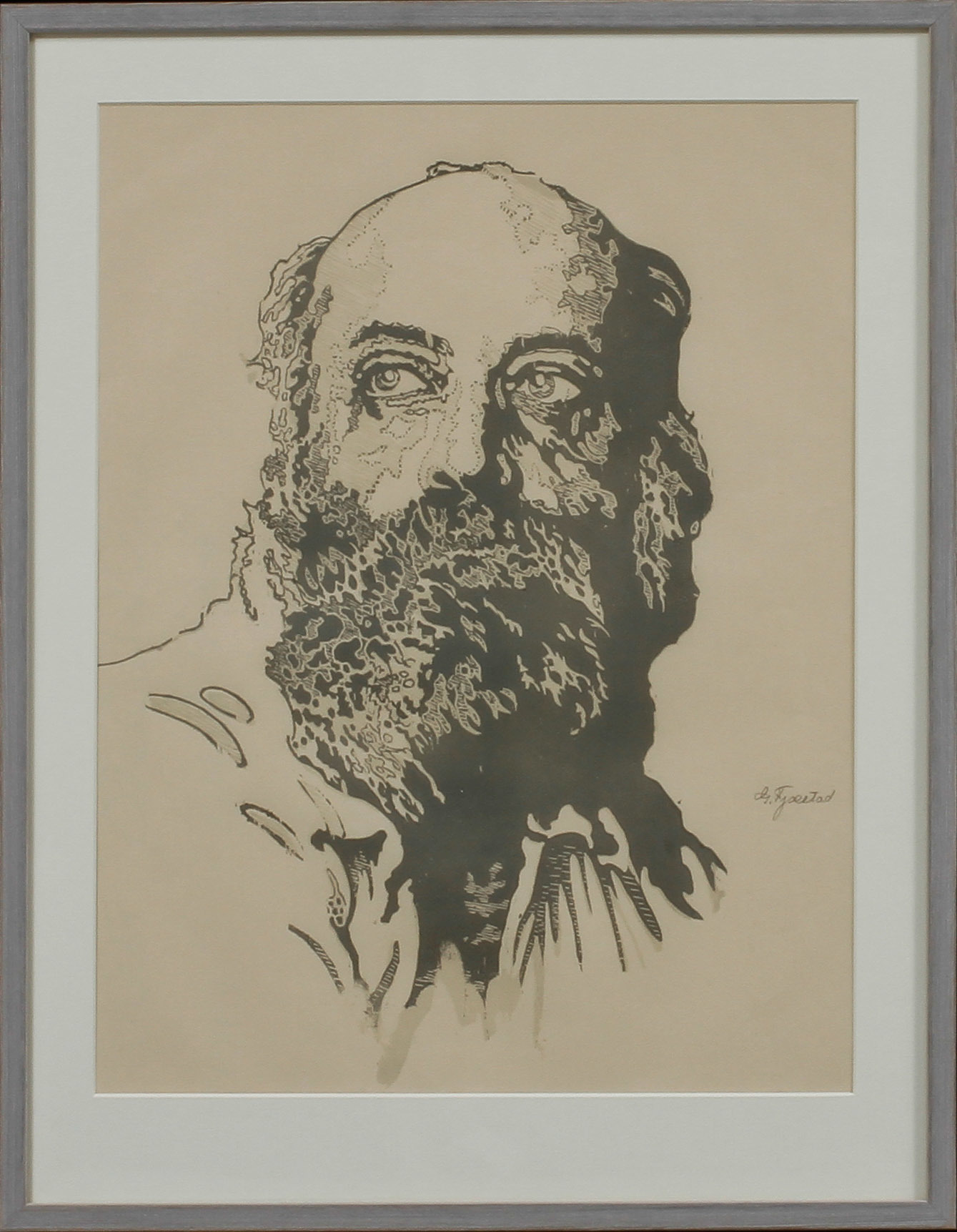
Träsnitt av Gustaf Fjæstad.